# The Wallflower
Yamato Nadeshiko Shichi Henge (яп. ヤマト ナデシコ 七変化, також відоме як The Wallflower, The Wallflower: Yamatonadeshiko Shichihenge, Yamato Nadeshiko Shichi Henge, Perfect Girl Evolution, Sunako of Many Forms, укр. Сім подоб Ямато Надешіко) — манґа Томоко Хаякави. 3 жовтня 2006 року за мотивами манги вийшов аніме серіал, який закінчився 27 березня 2007 року. Реліз манґи завершився в січні 2015 року, після 36 томів. 
В Японії манга виходить в журналі «Bessatsu Friend». В Північній Америці манга ліцензована «Del Rey Manga» (автор перекладу Девід Юрі). В Сингапурі манга видається «Chuang Yi» під ім'ям My Fair Lady. В Індонезії мангу видає «Level Comics». 15 травня 2007 року аніме серіал був ліцензований для США кампанією «ADV Films».

## Сюжет
Четверо привабливих старшокласників — Такенага, Ранмару, Юкінодзе і Кехей — знімають будинок. Орендна плата висока, але їх квартирна господиня, за сумісництвом свіцька левиця, готова зробити істотну знижку, а то і зовсім здавати будинок безплатно, якщо вони зроблять її племінницю справжньої леді. Здавалося б, не дуже складне завдання: молоді люди чудово виховані, володіють гідними манерами й такі привабливі, що будь-яка дівчина тільки й мріє брати у них уроки. Будь-яка, крім довіреної їх піклуванню Сунако Накахари. Сунако ненавидить манери, суспільство і молодіжні розваги, а найбільше вона страждає від споглядання краси. Отже, завдання непередбачено ускладнюється.
Сюжет аніме та манги має деякі незначні відмінності, наприклад деякі події в аніме відбуваються в іншому порядку чи деякі другорядні персонажі відіграють важливішу роль.

## Персонажі

Головні герої аніме (зліва на право): Кехей Такано, Ранмару Морії, Такенага Ода, Сунако Накахара, Юкінодзе Тояма

Сунако Накахара (яп. 中原 スナコ) — після того, як в неї несклалося перше кохання, в Сунако розвинулася одержимість темнотою і хвороблива любов до крові, фільмів жахів, і темних приміщень. У неї є три «друга»: скелет Жозефіна і дві анатомічні фігури — Хіроши та Акіра. У неї занижена самооцінка, вона вважає себе потворою, хоча досить приваблива. Практично постійно в манзі та аніме зображається в чібі стилі. Коли сильно хвилюється або соромиться у неї йде з носа кров (стандартний прийом аніме який зазвичай означає надмірне сексуальне збудження). Особливо часто це відбувається коли поряд Кехей.
Її стосунки до Кехею не зовсім зрозумілі. З одного боку вона постійно будує плани його вбивства і вважає, що їй треба звільнитися від нього. З іншою вона постійно ним захоплюється і, якщо Кехею загрожує небезпека, перетворюється на справжнього монстра, щоб захистити його.
Сейю: Юкіко Такагучі (японська версія), Ханна Алкорн (англійська версія)
Кехей Такано (яп. 高野 恭平) — найпопулярніший з хлопців, що йому надзвичайно заважає, оскільки куди б він не влаштувався на роботу до нього починають чіплятися. Кехей дуже самовпевнений і нестриманий, а часто і дуже жорсткий. Більше інших співчуває Сунако.
Сейю: Шовтато Морікубо (японська версія), Джош Грелл (англійська версія)
Такенага Ода (яп. 織田 武長) — найрозумніший з хлопців і його найменше дратують дивні звички Сунако. Такенага з дуже багатої сім'ї.
Сейю: Томоказу Сугіта (японська версія), Вік Мігногна (англійська версія)
Ранмару Морії (яп. 森井 蘭丸) — дамський догідник. Ранмару часто зустрічається з жінками старшими за себе. Як і Такенага з багатої сім'ї.
Сейю: Хірофумі Ноджіма (японська версія), Кріс Паттон (англійська версія)
Юкінодзе Тояма (яп. 遠山 雪之丞) — схожий на дівчинку і часто від цього комплексує. Найдобріший та «найнормальніши» з хлопців.
Сейю: Ямаучі Уйя (японська версія), Грег Айрес (англійська версія)

## Епізоди
1. Light Shining in the Darkness
2. Capturing the Iron Curtain!
3. Ah, my nostalgic dark youth
4. Calling Sunako
5. Feast of the Beautiful Creatures
6. To Dream of Halloween
7. I Am Number One!
8. Winter Wonder Land
9. Splashing Blood in a Steamy Hot Spring of Love, Part One
10. Splashing Blood in a Steamy Hot Spring of Love, Part Two
11. We're in the Middle of Studying Right Now
12. Oh, My Sweet Home!
13. Oui Monsieur!
14. Young Lady of the Sleeping Forest
15. Pirates of the Caribbean
16. Dream Comes True
17. Girls Bravo!!
18. A Dream — Mutual Love
19. Battlechick Valentine
20. The Trial of Love
21. Memories in Sepia
22. The Prince in Sheep's Clothing
23. Eye of the Typhoon, Returning Home
24. Eye of the Typhoon, Straying
25. Road to Ready

## Цікаво
Ямато надесіко (Yamato Nadeshiko) — японський ідіоматичний вираз, означає ідеальну добродійну жінку. Особливо підкреслює образ охайної, скромної і працелюбної жінки, що піклується про чоловіка.